# Маржо, Жан
Жан Маржо (фр. Jean Margéot; 3 февраля 1916, Катр-Борн, Маврикий — 17 июля 2009, Порт-Луи, Маврикий) — первый маврикский кардинал. Епископ Порт-Луи с 6 февраля 1969 по 15 февраля 1993. Председатель епископской конференции Индийского Океана в 1986—1989. Кардинал-священник с титулом церкви Сан-Габриэле-Арканджело-алл’Аква-Траверса с 28 июня 1988. 